# Czech Photo Centre
Czech Photo Centre je multižánrový umělecký prostor celostátního významu, který se nachází v areálu sídliště Nové Butovice na katastrálním území Stodůlky městské části Prahy 13. Czech Photo Centre bylo vybudováno developerskou společností Trigema a. s. v letech 2014 - 2016 v rámci II. etapy výstavby obytného bloku Smart mezi ulicemi Seydlerovou a Na Zlatě nedaleko stanice metra Nové Butovice. (Pozn.: komplex Smart byty Nové Butovice byl nominován do užšího výběru soutěže Stavba roku 2017). Toto výstavní a tvůrčí centrum s příslušným zázemím provozuje obecně prospěšná společnost Czech Photo, která mj. každoročně pořádá prestižní fotografickou soutěž Czech Press Photo. a soutěž pro fotografy přírody Czech Nature Photo.

## Vnitřní a vnější prostory
Czech Photo Centre bylo slavnostně otevřeno 13. října 2016 za účasti ministra kultury Daniela Hermana, pražské primátorky Adriany Krnáčové, sochaře Davida Černého, předních českých fotografů a všech, kteří se na vzniku centra podíleli. První výstavu byly vybrány snímky mezinárodní agentury VII Photo Agency, mezi jejíž zakládající členy patří známý český fotograf Antonín Kratochvíl.  Jako další poté v prosinci 2016 následovala výstava Sudety coby průřez dlouholetou činností fotografa Jaroslava Kučery, zaznamenávajícího leckdy až bizarní momenty ze života na českém severu.

### Galerie, tvůrčí zázemí a cenný archív
Budovatelé a následně i provozovatelé centra české fotografie se netajili svými ambicemi vytvořit mimo hlavní centrum metropole významnou uměleckou zónu. Kromě vnitřních výstavních prostor je součástí Czech Photo Centra také kavárna a restaurace Trifot, ateliér, učebna, kancelářské zázemí a fotografický archív, jehož význam je dán tím, že společnost Czech Photo je jako pořadatel soutěže Czech Press Photo zároveň i držitelem jejího archívu, který v době otevření centra obsahoval snímky z 21. předchozích ročníků soutěže. Provozovatelé centra prezentovali svůj záměr dále s tímto archívem pracovat a využít jej k pořádání tematických výstav, přičemž nabídli využití těchto fondů také galeristům a vystavovatelům z jiných míst ČR.

### Trifot vidí všechno
Venkovní prostory před galerií a restaurací jsou organickou součástí Czech Photo Centra a s jejich využitím se počítá při pořádání některých akcí v letním období. Členitému prostoru s pobytovým schodištěm a malým náměstíčkem s výstavními panely dominuje dvanáctimetrová kinetická socha Davida Černého, kterou umělec nazval Trifot. Socha je tvořena uskupením fotoaparátů z různých časových období, které jsou umístěny na obřím stativu. V "hlavě" sochy je řada pohyblivých očí, v nichž jsou instalovány kamery, které zaznamenávají dění v nejbližším okolí a snímané obrazy promítají na panely, umístěné u úpatí sochy.

## Fotogalerie

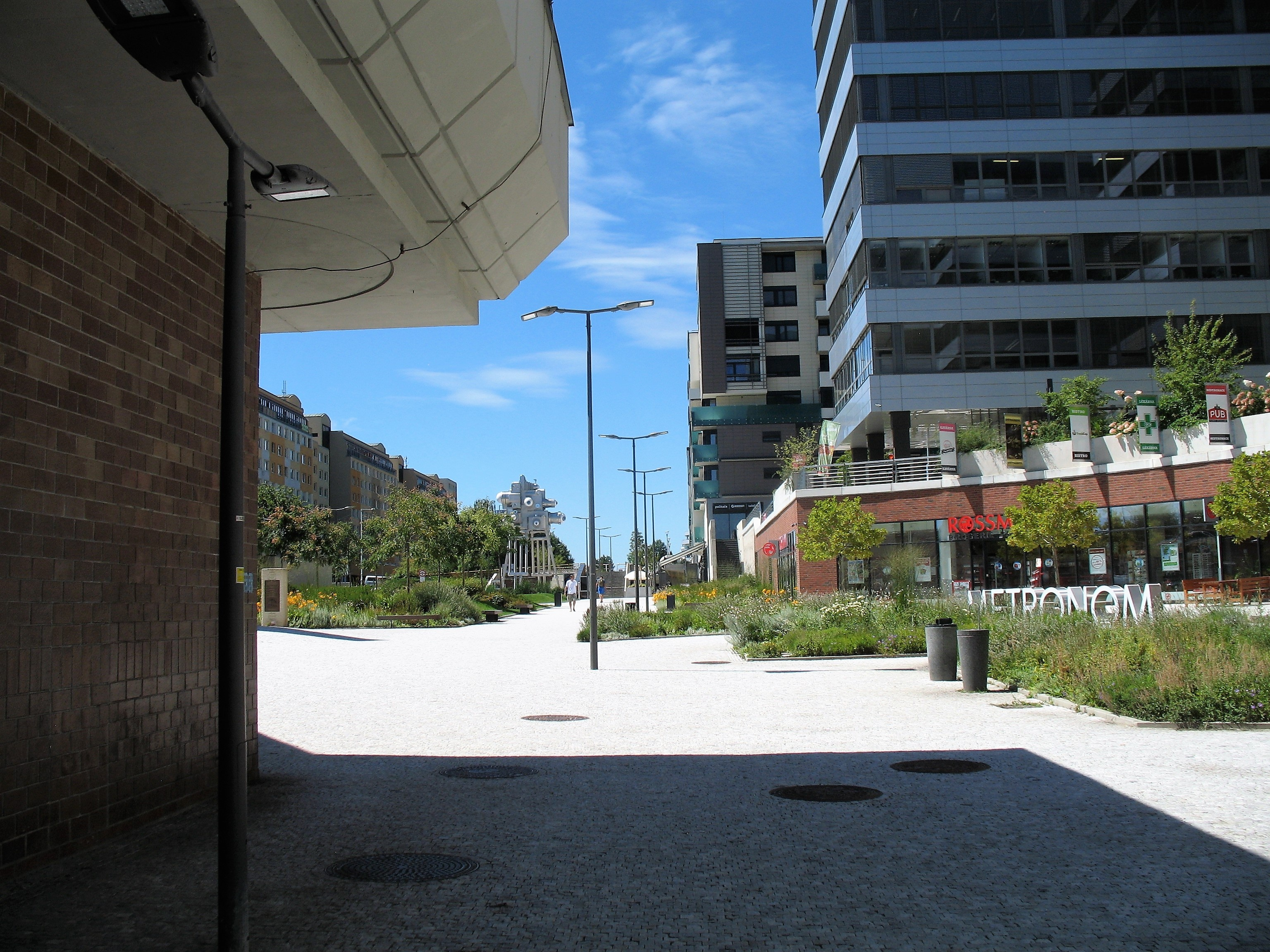
Pohled od stanice metra Nové Butovice
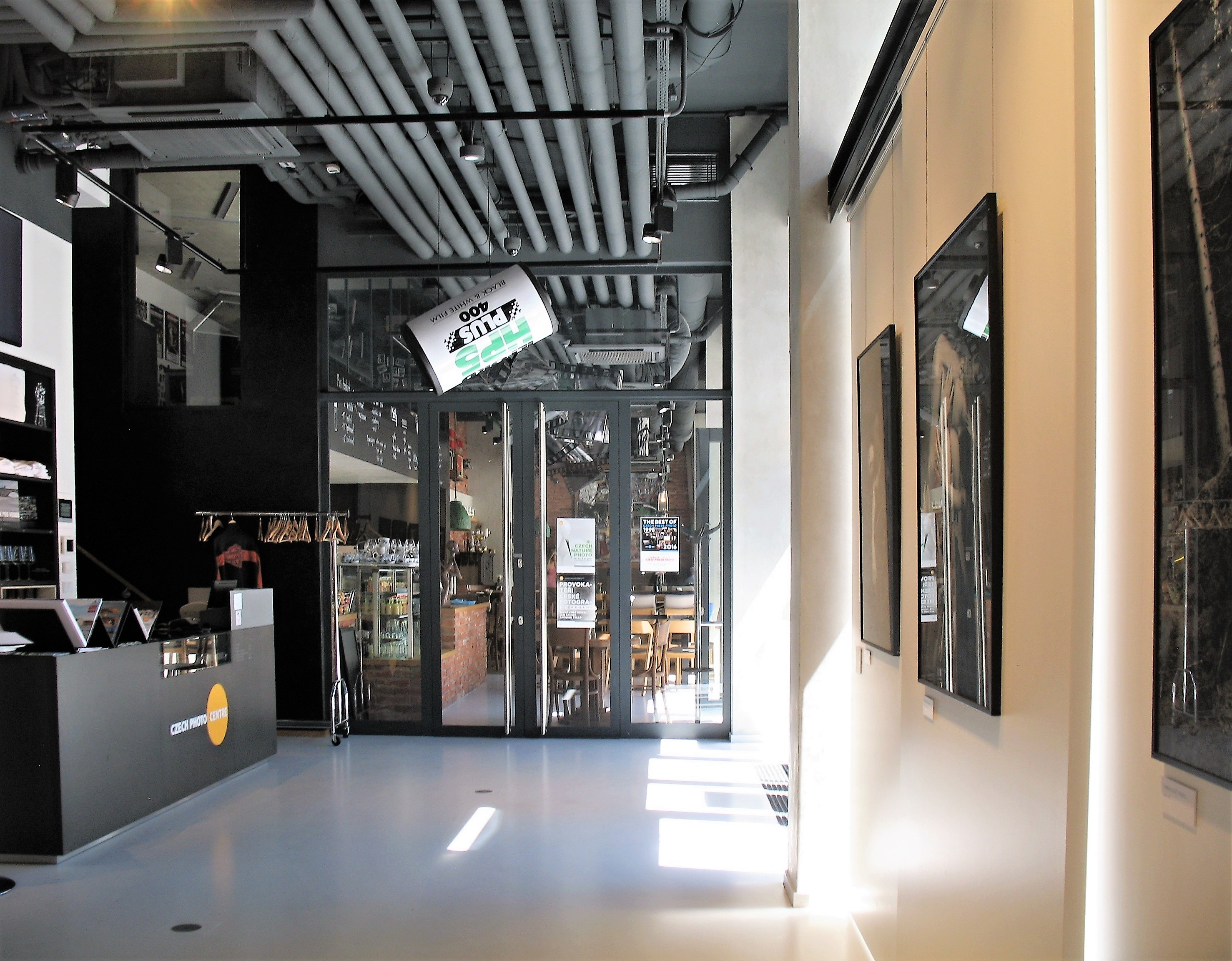
Propojení výstavních prostor a kavárny
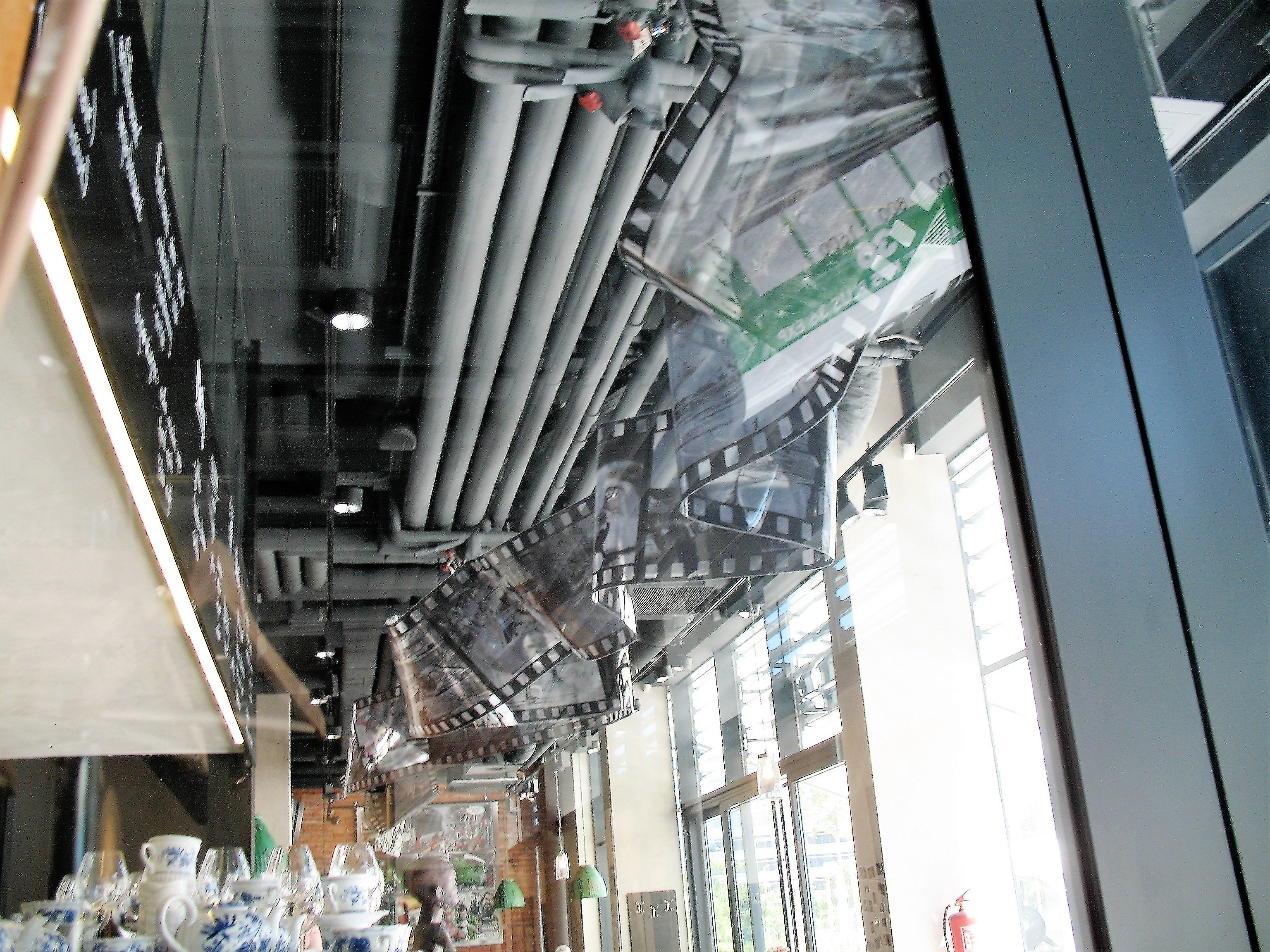
Stylově řešený strop restaurace Trifot
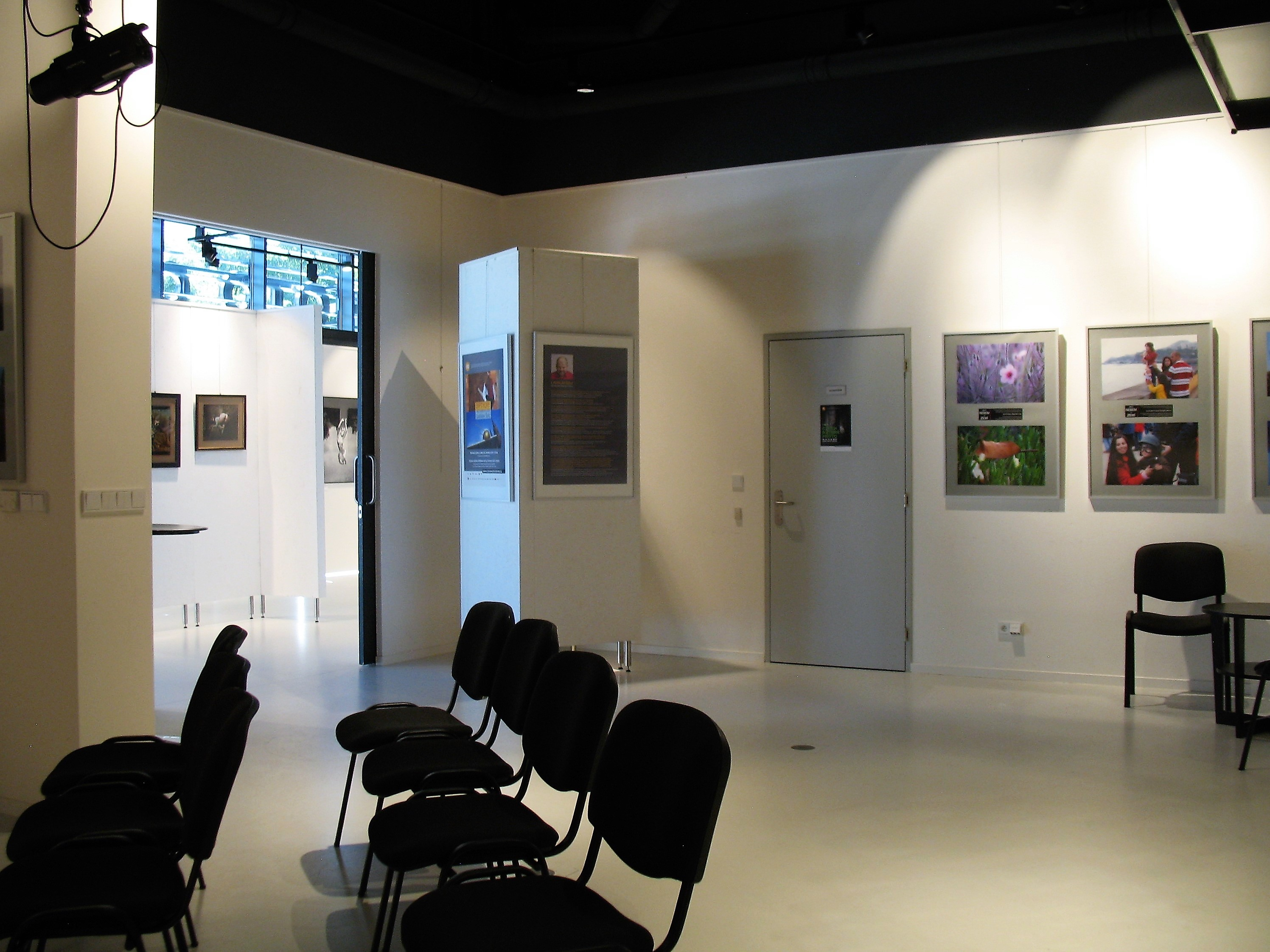
Vnitřní prostory Czech Photo Centra
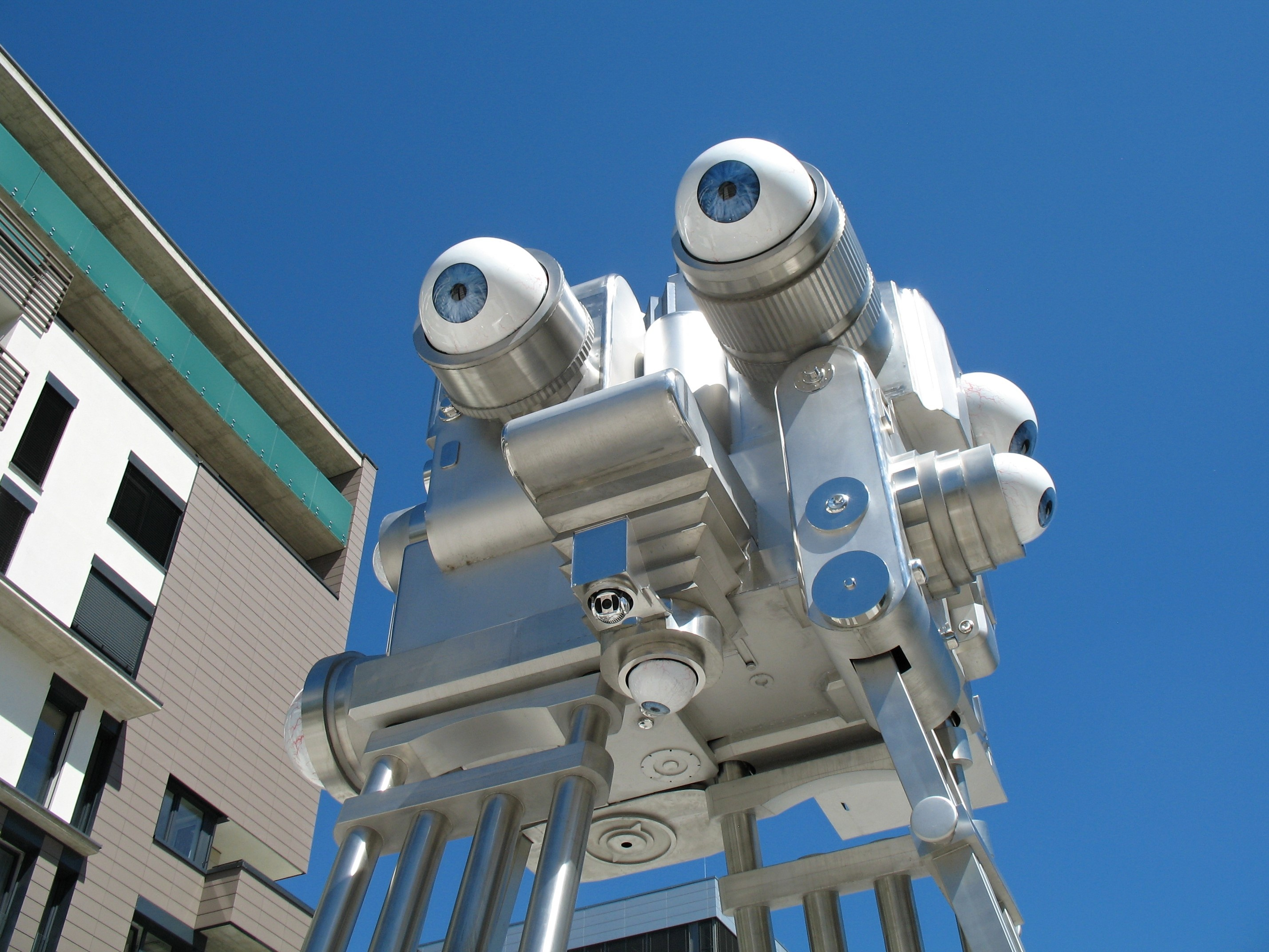
Kinetická socha Trifot - detail "hlavy"